# САО Сјеверна Босна
САО Сјеверна Босна (Српска аутономна област Сјеверна Босна) је била српска аутономна област у СР БиХ. Постојала је од 1991. до 1992, када се ујединила са осталим српским областима БиХ и оформила Републику Српску. Главни град је био Добој.
- Српске аутономне области у Босни и Херцеговини (новембар 1991)